# Тищенко Михайло Петрович
Миха́йло Петро́вич Ти́щенко (нар. 23 липня 1966, село Березань на Київської області) — український співак (тенор) і педагог, артист Національної заслуженої академічної капели України «Думка». Народний артист України (2019).

## Життєпис
Народився в бідній ромській сім'ї, в якій було 9 дітей. Родина кочувала й з Дубіївки Черкаського району прибула в село Гельмязів Золотоніського району Черкаської області, де пройшло дитинство Михайла Петровича.
1987—1990 — навчання в Київському музичному училищі імені Глієра (клас І. Паливоди).
1990—1995 — навчання в Київській державній консерваторії імені П. І. Чайковського (клас Д. Петриненко).
1995—1998 — соліст Національного заслуженого народного хору ім. Г. Г. Верьовки.
Від 1999 року — соліст-вокаліст Національної заслуженої академічної хорової капели «Думка».
Професор кафедри академічного і естрадного вокалу та звукорежисури Національної академії керівних кадрів культури і мистецтв.
Професор кафедри академічного співу Київської муніципальної академії музики імені Рейнгольда Глієра.
Також відомий як виконавець циганських пісень і романсів.
Бере участь в численних концертах. З вдячністю згадує свої видатних педагогів Івана Паливоду та Діану Петриненко, виступаючи на вечорах їх пам'яті.

## Визнання
- 2004 — заслужений артист України[7]
- 2019 — народний артист України[1]